# ییتی
ییتی (انگلیسی: Yeti) شرکت تجهیزات ورزشی آمریکایی است، که در سال ۲۰۰۶ تأسیس شد.